# فرودگاه کای تک
فرودگاه کای تک (به انگلیسی: Kai Tak Airport) یک فرودگاه بین‌المللی هنگ کنگی بود که بین سال‌های ۱۹۲۵ تا ۱۹۹۸ فعالیت داشت. از سال ۱۹۵۴ تا ۶ ژوئیه ۱۹۹۸ که به‌طور رسمی به عنوان فرودگاه بین‌المللی هنگ کنگ شناخته می‌شد، اغلب به عنوان فرودگاه بین‌المللی هنگ کنگ، کای تاک، یا به سادگی کای تاک و فرودگاه بین‌المللی کای تاک شناخته می‌شد. این فرودگاه به دلیل موقعیت جغرافیایی منطقه که فرودگاه را با آب در سه طرف باند فرودگاه قرار می‌داد، با مجتمع‌های مسکونی کولون سیتی و کوه‌های ۲۰۰۰+ فوتی در شمال شرقی فرودگاه، هواپیماها نمی‌توانستند بر فراز کوه‌ها پرواز کنند و به راحتی فرود بیایند. برای یک فینال هواپیما باید بر فراز بندر ویکتوریا و شهر کولون پرواز می‌کرد و از شمال تپه بیشاپ مونگ کوک می‌گذشت. پس از عبور از تپه بیشاپ، خلبانان تپه شطرنجی را با طرح شطرنجی بزرگ قرمز و سفید می‌دیدند. پس از مشاهده و شناسایی الگو، هواپیما در ارتفاع پایین (زیر ۶۰۰ فوت) ۴۷ درجه به سمت راست می‌چرخید. برای خلبانان، این فرودگاه از نظر فنی بسیار سخت بود، زیرا این فرودگاه نمی‌توانست با ابزار هواپیما پرواز کند، بلکه از نظر بصری به دلیل چرخش به سمت راست مورد نیاز بود. و همین مسائل باعث شد که به عنوان ششمین فرودگاه خطرناک در جهان رتبه‌بندی کرد.